# Oost Gelre
Oost Gelre è una municipalità dei Paesi Bassi di 30.085 abitanti situata nella provincia della Gheldria.
Il comune è nato nel 2005 dalla fusione di Groenlo e Lichtenvoorde.